# Környezetmérnök

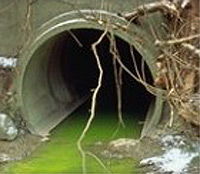
Vízszennyezés

A környezetmérnök (angolul environmental engineer) a bolognai rendszerű felsőoktatásban választható egyik műszaki szakképzettség.
Az oklevélben szereplő megnevezés: alapfokozat (baccalaureus, bachelor; rövidítve: BSc)

## A környezetmérnök képzettséggel betölthető foglalkozások
- Környezetvédelmi mérnök (FEOR 2127)
- Környezetvédelmi technikus (FEOR 3126)
- Műszaki tevékenységet folytató részegység vezetője (FEOR 1346)
- Anyag- és termékvizsgáló, minősített laboráns (FEOR 3193)
- Vízgazdálkodási és kommunális szolgáltatási kisszervezet vezetője (igazgató, elnök, ügyvezető igazgató, menedzser) (FEOR 1418)

## Képzési ágak
- Bio-, környezet- és vegyészmérnöki

## Környezetmérnöki tudomány
Olyan mérnöki tudományág, amely magába foglalja a korszerű, tudományos, azon belül természettudományos, mérnöki, gazdasági, és menedzsment ismereteket. A Környezetmérnöki tudomány integrálja a műszaki és a környezetismereti tudományokat. A tudományág fő célja, hogy javítsa a természeti környezet, lehetővé téve a víz, a levegő és a talaj tisztán tartását, tisztaságának javítását illetve szennyezésmentességének megőrzését. A környezetmérnök tudomány elsősorban az ember védelmére irányuló feladatokkal foglalkozik, figyelembe véve a környezetvédelem fontosságát.

## A környezetmérnök feladatai
Európai uniós előírásokat, illetve Nemzetközi Szabványokat betartva a szembesült környezeti problémákra megfelelő megoldások keresése.
Környezeti problémákból adódóan:
- hulladékgazdálkodás helyreállítása, regionális hulladéklerakók megfelelő kialakítása
- szennyvíz kezelési technikák kifejlesztése, szennyvízhálózat megfelelő kiépítése
- levegőtisztaság-védelem
- korszerű technológiák fejlesztése (pl.: környezetbarát motorhajtóanyag fejlesztés)

Vállalatok, cégek életében fontos a környezeti átvilágítottság, hiszen a működésükhöz elkerülhetetlen, hogy a környezeti szempontokat mennyire veszi figyelembe a tevékenységük során (piaci érték növelés, stb.).
Környezeti jelentések készítésének esetei:
- önkormányzatok, vállalatok környezeti jelentésekre kötelezettek
- intézmény, település környezeti hatásának felmérése esetén
- menedzsment rendszer kiépítésénél

## Környezetmérnök-képzés
A tanulmányok négy fontos részből tevődnek össze:
- alapozó képzés: természettudományok és műszaki ismeretek (matematika, fizika, kémia, biológia, műszaki rajz, áramlás- és hőtan stb.)
- szakmai törzsanyag, szakirányokra bontva
- szabadon választható szakmai ismeretek
- szabadon választható tantárgyak

Jelenleg Magyarország több felsőfokú intézményében folyik a környezetmérnök-képzés:
- Budapesti Műszaki Egyetem
- Debreceni Egyetem
- Eötvös József Főiskola
- Miskolci Egyetem
- Nyugat-Magyarországi Egyetem
- Pannon Egyetem
- Óbudai Egyetem
- Pécsi Tudományegyetem
- Széchenyi István Egyetem
- Szent István Egyetem
- Szegedi Tudományegyetem

## Jó környezetmérnök
Mérnöki tudományokban és a matematika terén maximálisan képzett, és ugyanakkor a biológiaiban, ökológiaiban, természet- és tájvédelemben, tehát a zöld ismeretekben otthonosan mozgó szakember.